# Tatiana Kosintseva
Tatiana Anatolievna Kosintseva (en russe : Татьяна Анатольевна Косинцева), née le 11 avril 1986, est une joueuse d'échecs russe, grand maître international depuis 2009. C'est la sœur cadette de la grand maitre Nadejda Kosintseva.
Au 1er janvier 2011, elle est la 4e joueuse mondiale avec un classement Elo de 2 570 points.

## Biographie

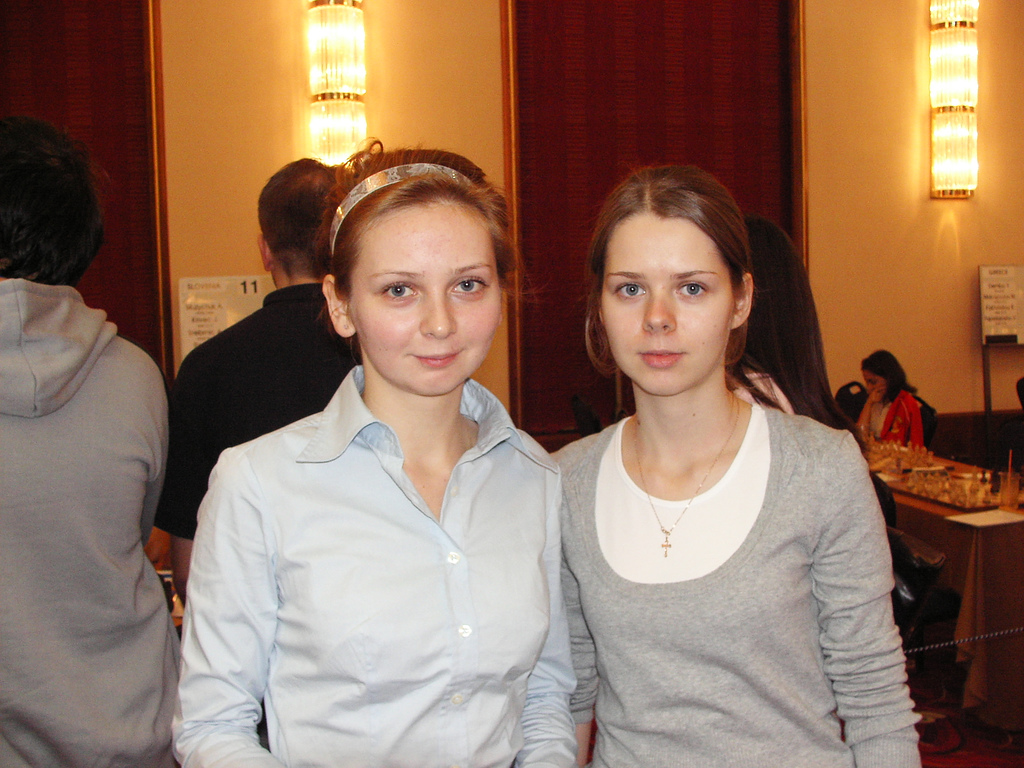
Nadejda Kosintseva et Tatiana Kosintseva aux championnats d'Europe par équipes 2007 disputés à Héraklion.

La rencontre entre Tatiana Kosintseva et les échecs est une pure coïncidence : à l'âge de 6 ans, alors qu'elle rentrait d'un cours de danse en compagnie de sa sœur Nadejda, âgée d'un an de plus qu'elle, et de sa mère, elles passent à côté d'un club d'échecs. À partir de ce moment, elle a décidé de consacrer sa vie au jeu d'échecs. Le premier mentor des soeurs Kosintseva était Vladimir Popov, un entraineur d'Arkhangelsk. Deux années plus tard, elles jouaient des compétitions au niveau régional. Elles gagnaient aussi bien contre les filles que contre les garçons, et vont passer au niveau national. Tatiana Kosintseva remporte le championnat de Russie d'échecs des filles de moins de 12 ans.  
Tatiana Kosintseva a été étudiante en droit à l'université de Pomor à Arkhangelsk, où elle résidait. Elle mentionne toujours Garry Kasparov et Bobby Fischer comme ses joueurs d'échecs favoris.

## Normes internationales
Tatiana Kosintseva obtient ses normes de maître international féminin et grand maître international féminin en 2001. 
Elle devient maître international en 2004,.
En 2009, elle est grand maître international (mixte). Ce titre lui a été attribué lors du 80e congrès de la FIDE qui s'est tenu en Chalcidique, en Grèce. Elle était alors entrainée par Iouri Dokhoian, comme sa sœur, qui obtient également le titre.

## Palmarès

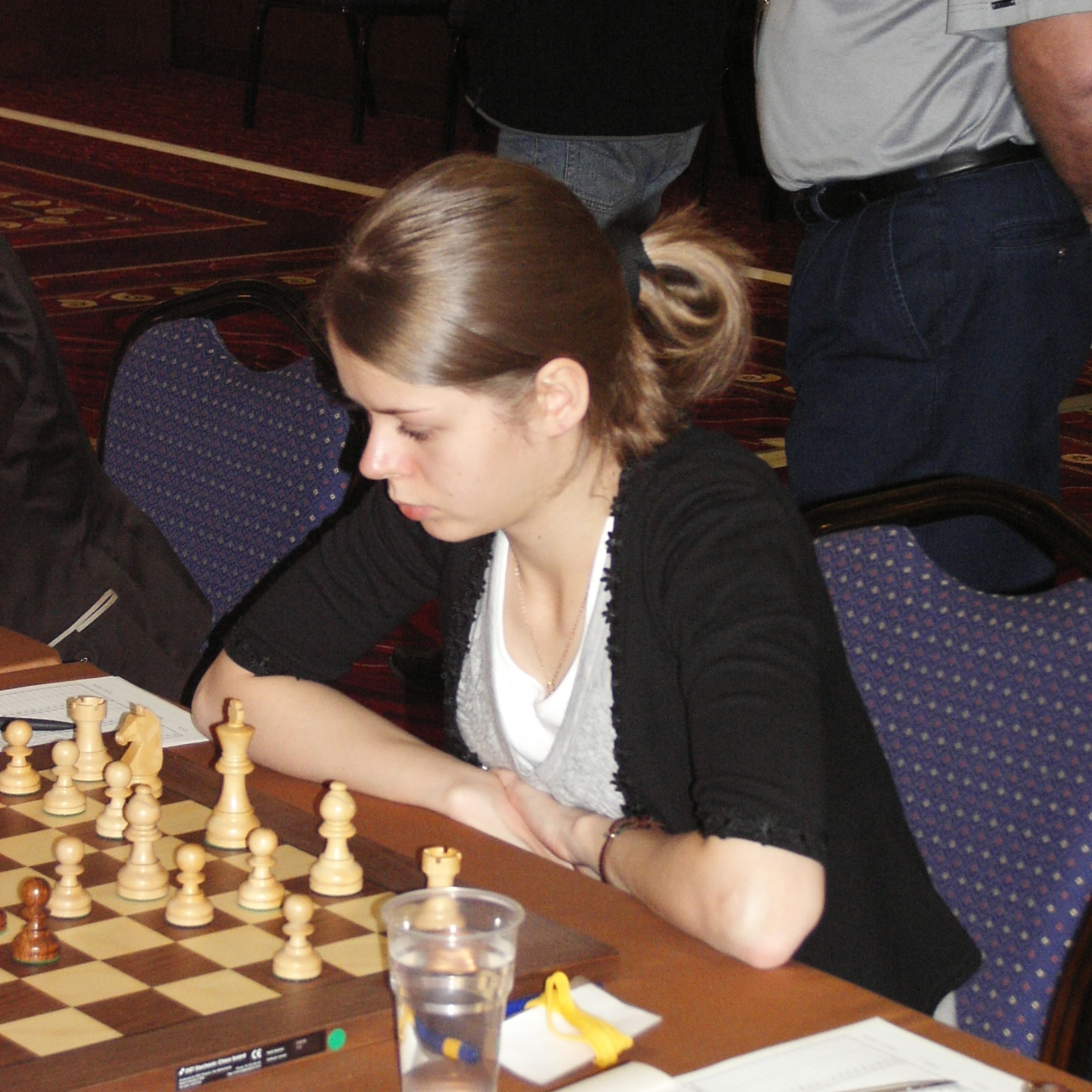
Tatiana Kosintseva lors du championnat d'Europe d'échecs des nations à Héraklion 2007.

Tatiana Kosintseva a remporté de nombreux titres, aussi bien dans les tournois jeunes que les tournois adultes. Etant jeune, elle a notamment été deux fois vice-championne du monde, deux fois championne d'Europe, et deux fois vice-championne d'Europe. Adulte, elle est trois fois championne de Russie individuelle, elle remporte trois titres de championne d'Europe avec la Russie, et obtient plusieurs médailles  d'or, d'argent et de bronze pour ses performances personnelles lors d'olympiades. Ses différents titres majeurs sont : 

### Compétitions de jeunes
- en 1996, elle remporte la médaille d'argent au championnat du monde d'échecs de la jeunesse, dans la catégorie des filles de moins de 10 ans[2], la même année, elle remporte la médaille d'or au championnat d'Europe d'échecs de la jeunesse dans la même catégorie ;
- en 1997, elle remporte la médaille d'argent au championnat du monde d'échecs de la jeunesse, dans la catégorie des filles de moins de 12 ans[2] ;
- en 1998, elle remporte la médaille d'argent au championnat d'Europe d'échecs de la jeunesse, dans la catégorie des filles de moins de 12 ans[2] ;
- en 2000, elle remporte la médaille d'argent championnat d'Europe d'échecs de la jeunesse, dans la catégorie des filles de moins de 18 ans[2] ;

### Compétitions adultes
- en 2002, elle remporte le championnat de Russie d'échecs[1]. La même année, elle remporte une médaille d'argent individuelle à l'olympiade d'échecs de 2002[1],[5] ;
- en 2004, elle remporte le championnat de Russie[1],[5]. La même année, elle remporte une médaille de bronze par équipe à l'olympiade de 2004[1], et remporte en plus le tournoi de Bienne[1] ;
- en 2005, elle est troisième au championnat d'Europe d'échecs des nations avec la Russie, et troisième également pour sa performance individuelle lors de ce tournoi[6] ;
- en 2006, elle et sa sœur Nadejda sont deuxièmes à la super-finale du championnat russe féminin à un demi-point de la première. La même année, elle remporte une médaille d'argent par équipe à l'olympiade de 2006[1] et termine deuxième au championnat de Russie[2] ;
- en 2007, elle remporte le championnat de Russie[1] pour la troisième fois. La même année, elle gagne le championnat d'Europe féminin individuel[1],[7] et le championnat d'Europe des nations avec la Russie[1],[6] ;
- en 2009, elle remporte le championnat d'Europe féminin pour la deuxième fois[1],[8] et le championnat d'Europe des nations avec la Russie[1],[6] ;
- en 2010, elle remporte une médaille d'or par équipe et une médaille d'or individuelle à l'olympiade de 2010[1],[5]; la même année, elle remporte le Grand Prix FIDE féminin à Naltchik[1],[7] ;
- en 2011, elle remporte le championnat d'Europe des nations avec la Russie[1],[6] ;
- en 2012, elle remporte le championnat d'Europe d'échecs féminin de parties rapides[1],[9]. La même année, elle remporte une médaille d'or par équipe à l'olympiade de 2012[1],[5].

## Championnats du monde féminins
| Année | Lieu                    | Résultat                            | Ultime adversaire    | Adversaires battues                    |
| ----- | ----------------------- | ----------------------------------- | -------------------- | -------------------------------------- |
| 2004  | Elista                  | troisième tour (huitième de finale) | Humpy Koneru         | Huang Qian, Hoang Thanh Trang          |
| 2006  | Iekaterinbourg, Russie  | troisième tour                      | Xu Yuhua             | Subbaraman Meenakshi, Irina Krush      |
| 2008  | Naltchik, Russie        | troisième tour                      | Alexandra Kosteniouk | Nafisa Muminova, Anna Zatonskih        |
| 2010  | Hatay, Turquie          | deuxième tour                       | Yelena Dembo         | Mona Khaled                            |
| 2012  | Khanty-Mansiïsk, Russie | troisième tour                      | Nadejda Kosintseva   | Madina Davletbayeva, Hoang Thanh Trang |
| 2015  | Sotchi                  | deuxième tour                       | Alissa Galliamova    | Mary Ann Gomes                         |

## Compétitions avec l'équipe nationale féminine de Russie
Tatiana Kosintseva est membre de l'équipe nationale de Russie pendant de nombreuses années. Elle répond toujours présente entre 2002 et 2013. Elle est l'autrice d'une performance remarquée lors de l'olympiade de Bled en 2002, alors que son équipe termine à un demi-point derrière la Chine. Avec les sœurs Kosintseva, qui sont ses meilleures joueuses, l'équipe de Russie est trois fois championne d'Europe consécutivement, en 2007, 2009 et 2011.
En 2013 toutefois, les deux sœurs Kosintseva décident conjointement de ne pas répondre à la convocation du sélectionneur russe Sergueï Roublevski, invoquant un « inconfort psychologique » que ce dernier causerait, tout en refusant de dévoiler tous les détails au grand public. Elles claquent la porte de l'équipe nationale russe et ne jouent plus sous ses couleurs depuis.